# ديلانو (كاليفورنيا)
ديلانو (بالإنجليزية: Delano )‏ هي إحدى مدن مقاطعة كيرن، كاليفورنيا. تم إعطاءها لقب مدينة في 13 أبريل، 1915.

## التركيبة السكانية
حدّد مكتب تعداد الولايات المتحدة بيانات التركيبة السكانية لديلانو في تعداد الولايات المتحدة. في ما يلي، التركيبة السكانية حسب تعدادي 2000 و2010.

### تعداد عام 2000
بلغ عدد سكان ديلانو 38,824 نسمة بحسب تعداد عام 2000، وبلغ عدد الأسر 8,409 أسرة وعدد العائلات 7,245 عائلة مقيمة في المدينة. في حين سجلت الكثافة السكانية 1,045.6 نسمة لكل كيلومتر مربع (2,708.1/ميل2). وبلغ عدد الوحدات السكنية 8,830 وحدة بمتوسط كثافة قدره 237.8 لكل كيلومتر مربع (615.9/ميل2).
وتوزع التركيب العرقي للمدينة بنسبة 26.16% من البيض و5.45% من الأمريكيين الأفارقة و0.91% من الأمريكيين الأصليين و15.88% من الأمريكيين ذوي الأصول الآسيوية و0.06% من سكان جزر المحيط الهادئ و47.07% من الأعراق الأخرى و4.47% من عرقين مختلطين أو أكثر و68.47% من الهسبانيون أو اللاتينيون من أي عرق.
بلغ عدد الأسر 8,409 أسرة كانت نسبة 63.6% منها لديها أطفال تحت سن الثامنة عشر تعيش معهم، وبلغت نسبة الأزواج القاطنين مع بعضهم البعض 60.3% من أصل المجموع الكلي للأسر، ونسبة 18.4% من الأسر كان لديها معيلات من الإناث دون وجود شريك، بينما كانت نسبة 7.5% من الأسر لديها معيلون من الذكور دون وجود شريكة وكانت نسبة 13.8% من غير العائلات. تألفت نسبة 10.8% من أصل جميع الأسر من عدة أفراد يعيشون في نفس المنزل ونسبة 5.4% كانت تتألف من شخص يعيش بمفرده يبلغ من العمر 65 عاماً أو أكثر. وبلغ متوسط حجم الأسرة المعيشية 4.02، أما متوسط حجم العائلات فبلغ 4.27.
بلغ العمر الوسطي للسكان 27.9 عاماً. وكانت نسبة 32.5% من القاطنين تحت سن الثامنة عشر، وكانت نسبة 9.9% بين الثامنة عشر والرابعة والعشرين عاماً، ونسبة 24.4% كانت واقعةً في الفئة العمرية ما بين الخامسة والعشرين والرابعة والأربعين عاماً، ونسبة 13.2% كانت ما بين الخامسة والأربعين والرابعة والستين، ونسبة 7% كانت ضمن فئة الخامسة والستين عاماً فما فوق. يوجد لكل 100 أنثى 101.6 ذكر، ويوجد لكل 100 أنثى في الثامنة عشر من عمرها فما فوق 98.8 ذكر.
بلغ متوسط دخل الأسرة في المدينة 28,143 دولارًا، أما متوسط دخل العائلة فبلغ 29,026 دولارًا. وكان متوسط دخل الذكور 38,511 دولارًا مقابل 21,509 دولارًا للإناث. وسجل دخل الفرد الخاص بالمدينة 11,068 دولارًا. وكانت نسبة 25.7% من العائلات ونسبة 28.2% من السكان تحت خط الفقر، وكان من هؤلاء نسبة 35.4% تحت سن الثامنة عشر ونسبة 20.7% في الخامسة والستين من العمر وما فوق.

### تعداد عام 2010
بلغ عدد سكان ديلانو 53,041 نسمة بحسب تعداد عام 2010، وبلغ عدد الأسر 10,260 أسرة وعدد العائلات 8,951 عائلة مقيمة في المدينة. في حين سجلت الكثافة السكانية 1,428.5 نسمة لكل كيلومتر مربع (3,699.8/ميل2). وبلغ عدد الوحدات السكنية 10,713 وحدة بمتوسط كثافة قدره 288.5 لكل كيلومتر مربع (747.2/ميل2).
وتوزع التركيب العرقي للمدينة بنسبة 36.39% من البيض و7.90% من الأمريكيين الأفارقة و0.94% من الأمريكيين الأصليين و12.74% من الأمريكيين ذوي الأصول الآسيوية و0.06% من سكان جزر المحيط الهادئ و38.29% من الأعراق الأخرى و3.68% من عرقين مختلطين أو أكثر و71.48% من الهسبانيون أو اللاتينيون من أي عرق.
بلغ عدد الأسر 10,260 أسرة كانت نسبة 63.7% منها لديها أطفال تحت سن الثامنة عشر تعيش معهم، وبلغت نسبة الأزواج القاطنين مع بعضهم البعض 58.2% من أصل المجموع الكلي للأسر، ونسبة 20.4% من الأسر كان لديها معيلات من الإناث دون وجود شريك، بينما كانت نسبة 8.7% من الأسر لديها معيلون من الذكور دون وجود شريكة وكانت نسبة 12.8% من غير العائلات. تألفت نسبة 9.6% من أصل جميع الأسر من عدة أفراد يعيشون في نفس المنزل ونسبة 4.1% كانت تتألف من شخص يعيش بمفرده يبلغ من العمر 65 عاماً أو أكثر. وبلغ متوسط حجم الأسرة المعيشية 4.11، أما متوسط حجم العائلات فبلغ 4.31.
بلغ العمر الوسطي للسكان 28.5 عاماً. وكانت نسبة 28.4% من القاطنين تحت سن الثامنة عشر، وكانت نسبة 14.7% بين الثامنة عشر والرابعة والعشرين عاماً، ونسبة 32.5% كانت واقعةً في الفئة العمرية ما بين الخامسة والعشرين والرابعة والأربعين عاماً، ونسبة 18.2% كانت ما بين الخامسة والأربعين والرابعة والستين، ونسبة 6.1% كانت ضمن فئة الخامسة والستين عاماً فما فوق. وتوزع التركيب الجنسي للسكان بنسبة 59.9% ذكور و40.1% إناث.

## أعلام
- توماس غيرا
- لويس فالديز
- جون ر. كوين
- ستيف كوكس
- بيتو نافارو